# جون جی هی
جون جی هی (کره‌ای: 전지희؛ زادهٔ ۲۸ اکتبر ۱۹۹۲) زادهٔ تیان مین‌وی (چینی: 田旻炜)، بازیکن تنیس روی میز اهل کره جنوبی متولد چین است.
وی در مسابقات کشوری و بین‌المللی در مجموع برندهٔ ۵ مدال طلا، ۵ مدال نقره، ۱۱ مدال برنز شده است.